# バーベンハイマー

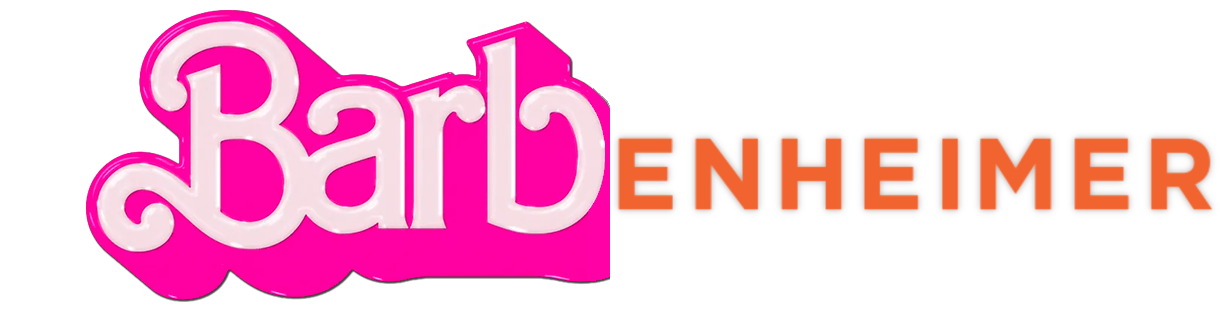
バーベンハイマーのロゴ（ファンアート）

バーベンハイマー（Barbenheimer）は、それらのタイトルを合成させた事が由来の、2023年7月21日にアメリカ合衆国などで同日公開された映画『バービー』と『オッペンハイマー』に関するインターネット・ミームから派生した社会現象である。
バービー人形を題材にしたグレタ・ガーウィグのファンタジーコメディ映画『バービー』と、マンハッタン計画の中心人物として核兵器開発に携わったロバート・オッペンハイマーを題材にしたクリストファー・ノーランのスリラー映画『オッペンハイマー』という、作風が「正反対の作品」が同じ日に劇場公開されるという事態がインターネット上で話題となった事が始まりとされる。BBCが用いるなど、映画産業の興行収入を分析する文脈で、定着した用語となっている。映画バービーが公式X（旧:Twitter）アカウントで言及したことにより、謝罪を行う事態となった。

## 歴史

### 競合の背景
2020年下半期に入りCOVID-19パンデミックにより映画業界に深刻な影響が出る中、ワーナーメディア（ワーナー・ブラザース・ピクチャーズの親会社）は2021年に劇場公開を予定していた17作品を自社のHBO Max（現・Max）で独占配信する方針を発表した。しかし、ワーナーの決定を知ったクリストファー・ノーランは、同年12月に「映画界の大物映画製作者や最も重要な映画スターたちは、最高の映画スタジオで仕事をしていると信じて眠りについたが、夜が明けた時、実は最悪なストリーミング・サービスで仕事をしていたことに気付いた」と発言し、さらにワーナー・ブラザースの決定について「何を失ったのかさえ理解しておらず、経済的に何の意味も持たない決定だ」と批判した。その後、複数のスタジオと接触したノーランは、2021年9月に次回作『オッペンハイマー』をユニバーサル・ピクチャーズから配給することを発表し、10月にユニバーサルは同作を2023年7月21日に劇場公開することを発表した。
当初、ワーナー・ブラザースは『Coyote vs. Acme』を2023年7月21日に公開する予定だったが、2022年4月の発表で『Coyote vs. Acme』に代わり『バービー』を公開することを明かし、これにより『バービー』と『オッペンハイマー』が競合することになった。この決定はノーランとワーナー・ブラザースの不和によるものと報じられたが、ワーナー・ブラザース会長のマイケル・デ・ルカとパメラ・アブディは「ノーランとの和解を望んでいる」と語っている。これに対し、メディアからは「ノーランとの和解を望んでいるのならば、何故ワーナー・ブラザースは『バービー』の公開日を7月21日以外の日にすることを拒んだのか」と批判された。また、ビジネスインサイダーは「ワーナー・ブラザースが『バービー』を競合させたのは、同社から距離を置いたノーランに対する意趣返しではないか」と指摘している。
報道によると、ノーランは『オッペンハイマー』の公開日が『バービー』と競合することを知って憤慨したという。ワーナー・ブラザースとの不和による競合についてビジネスインサイダーからの取材に対して、ノーランは笑顔で「その質問に答えるつもりはないよ」と返答し、さらに「現在の映画館は様々なジャンルで満たされた市場であり、映画に関心がある人々はそのことに興奮している」と発言している。また、IGNからの取材に対しては、「様々なジャンルで混み合った市場は、大変素晴らしいと思っています」と発言している。
ユニバーサルは『バービー』の同日公開を回避するために動いており、『オッペンハイマー』プロデューサーのチャールズ・ローヴェンは『バービー』の主演とプロデューサーを務めたマーゴット・ロビーに対して、『バービー』の公開日を変更するように要請したことを後にロビーが明らかにしている。しかし、ロビーは両作品の公開日が重複するのは「とても良い組み合わせ」となると考え、ローヴェンからの要請を拒否したため、最終的には2つの作品の公開日が同日に至ったと述べている。

### マーケティング
『バービー』と『オッペンハイマー』の公開日はアメリカ合衆国・カナダ・その他の地域で2023年7月21日となっている。こうした正反対の作風の映画を同時に公開する手法はカウンタープログラミングの一種であり、不特定多数の観客を映画館に呼び込むマーケティング戦略である。こうした事例として、ユニバーサル・ピクチャーズがスペースオペラの『スター・ウォーズ エピソード2/クローンの攻撃』に対抗する形で、ロマンティック・コメディの『アバウト・ア・ボーイ』を同じ日に公開させたことが挙げられ、これにより『アバウト・ア・ボーイ』は2002年公開のイギリス映画として最高のオープニング成績となり、最終的な興行収入は1億3000万ドルを記録した。また、GQ誌は2022年公開の『長ぐつをはいたネコと9つの命』と『アバター:ウェイ・オブ・ウォーター』の間でも同じ現象が起きたと指摘し、大作映画が集中する夏季シーズンはこうした現象が多く見られると分析している。同年では『トップガン マーヴェリック』と『ボブズ・バーガーズ ザ・ムービー』でもこの現象が見られ、小規模映画と大作映画が競合することで大きな減少として現れると指摘されている。クリストファー・ノーラン監督作としては2008年公開の『ダークナイト』と、ジュークボックス・ミュージカルの『マンマ・ミーア!』が同日公開となりこの現象が生じている。
両作の興行成績は『バービー』が8000万ドルから1億ドル、『オッペンハイマー』は5000万ドルのオープニング成績を見込んでいる。AMCシアターズによると、公開2週間前の時点で2万人以上のAMC会員が両作のチケットを予約していることを明かし、さらに7月7日から10日にかけて両作のチケットを購入する割合が33%増加したという。ビュー・インターナショナルによると、『オッペンハイマー』のチケットを購入した観客の1/5が『バービー』のチケットも同時に購入しているという。エコノミストは「この2本の映画は現代の映画産業の気まぐれを凝縮している」と評しており、IP主導の『バービー』のオープニング成績はスタンドアローン映画の『オッペンハイマー』の2倍の数字を記録するだろうと分析している。また、ロシア・ウクライナ戦争やアジアにおける核兵器開発問題を受け、観客は現実主義的なドラマ映画の『オッペンハイマー』よりも現実逃避的なコメディ映画の『バービー』を好むだろうと指摘している。
『バービー』と『オッペンハイマー』の同日公開はインターネット上で話題となり、SNSサービスのX（旧:Twitter）上で様々なミームが投稿された。Etsyのシャツ・デザイナーはバーベンハイマーを題材にしたシャツを製作しており、最初のデザインは両作のワードマークをそのまま使用して単に並べたものだったが、後にデザインされた時は『バービー』のワードマーク・デザインを採用したものとなっている。また、ロサンゼルスのパシフィック・パリセーズにある2軒の住宅が、それぞれ黒い外観とピンクの外観をしていることが両作を連想させるというツイートが投稿され、ダラスのビデオ編集者2人がバーベンハイマーのロゴをデザインしたシャツを販売して1万4400ドルの利益を上げたことが報じられた。この他にワシントン州オリンピアのバーンズ・アンド・ノーブルがTikTokに「Barbeinheimer Starter Pack」と投稿して3万「いいね!」を獲得している。

### 二本立て映画
グラフィックデザイナーのショーン・ロングモアが両映画の合成写真を作成し、X上で拡散。ハリウッドの著名人やインターネットユーザーの間では、『バービー』と『オッペンハイマー』を二本立て興行のように位置付けている。デン・オブ・ギークに寄稿したクリス・ファーネルは、「『バービー』→『オッペンハイマー』の順番で鑑賞すると、酷く動揺・混乱し、自分自身がコントロールできない力によって、自分の存在がいつ奪われても不思議ではない状態にあることを強く意識することになるだろう」と指摘し、「『アステロイド・シティ』→『オッペンハイマー』→『バービー』」の順番で鑑賞することを推奨し、「観客は『オッペンハイマー』と『バービー』を鑑賞することで、『アステロイド・シティ』のエンディングメッセージの意味をより深く理解できるようになるだろう」と語っている。A・V・クラブは両作を比較して、「これらの映画の一方には、死の概念をつかもうとする主人公がいる。もう一方は『オッペンハイマー』である」と指摘している。

### 初出
インターネットで自然発生的に誕生したとされている。確認される最初の例は、2022年の4月15日に、「Next Best Picture」の編集長である「Matt Neglia」がXで投稿したものである。

## 映画界の反応
トム・クルーズは『ミッション:インポッシブル/デッドレコニング PART ONE』の監督クリストファー・マッカリーと共に『バービー』と『オッペンハイマー』のチケットを持った写真をTwitterに投稿し、「僕は二本立て映画が好きなんだ。『オッペンハイマー』と『バービー』ほど爆発的（またはピンク的）な作品はないよ」とコメントして両作を鑑賞する意思を明かし、これに同調した『バービー』の監督グレタ・ガーウィグと主演のマーゴット・ロビーも『オッペンハイマー』のチケットを持った写真を投稿した。また、『オッペンハイマー』に出演したマット・デイモンは、『AIR/エア』のプレミア上映に出席した際に「観客は週末に2本の映画（『バービー』と『オッペンハイマー』）を観ることができる」と発言している。
『バービー』のプレミア上映に出席した同作の監督グレタ・ガーウィグと出演者のイッサ・レイも『オッペンハイマー』との二本立て構想を支持し、「両作を対抗させようとする人たちがいたが、今や二本立て映画のような状況となった。こうした連帯感が生まれたことは素晴らしいことだと思います」とコメントしている。また、『オッペンハイマー』で主演を務めたキリアン・マーフィーも「同じ日に両方とも観ることをお勧めするよ。素晴らしい映画だったなら、それは映画館の利益になるからね」と発言している。
『バーベンハイマー』により、ハリウッドの他の大手スタジオも同様のイベントを企画した。これには、2023年9月29日にアメリカ合衆国で公開される『ソウX』と『パウ・パトロール ザ・マイティ・ムービー』から名付けられた『ソウ・パトロール』がある。

### 派生作品
ミームとマーケティングが全米的な話題になったことから、チャールズ・バンド率いるアメリカの映画制作会社"Full Moon Features"が、"BARBENHEIMER!"という、「コメディ、ドラマ、アクションそしてハルマゲドン」をミックスしたマッシュアップ映画を作成すると発表した。

## 日本の反応
本現象については両映画の封切り直後から日本のメディアでも報じられ、興行収入の好調もあり、注目を集めていた。しかし、自発的にファンが作成したアートではキノコ雲がポップ調に描かれるなど、原子爆弾投下による被害を唯一受けた日本では違和感や不快感を覚えかねない恐れがあり、ポップカルチャー記者の中谷直登は映画配給会社が公式で採用する可能性を懸念していた。
『バービー』のアメリカ合衆国公式アカウントは2023年7月21日、Xに投稿されていたファンアートの一部である、同作品でバービーを演じたマーゴット・ロビーと『オッペンハイマー』で同役を演じたキリアン・マーフィーが満面の笑みを浮かべている内容に原子爆弾を連想させるキノコ雲の一部とヤシの木が燃えているものを背景にした合成画像や、ロビーの髪の毛がキノコ雲になっている合成画像など複数の投稿に対して、「It's going to be a summer to remember （思い出に残る夏になる）」や「This Ken is a stylist （ケンは素晴らしいスタイリスト）」と絵文字付きで好意的な返信を行った。このアメリカ合衆国公式アカウントの返信をきっかけに日本側ユーザーから批判の声が殺到し、同国のXでは「#NoBarbenheimer（ノーバーベンハイマー）」が一時トレンド入りする事態となった。更に一部の日本側ユーザーは報復としてアメリカ同時多発テロ事件と『バービー』の合成画像を作成するなど対立が深まった。
これを受け、日本で『バービー』の配給を担当しているワーナー ブラザース ジャパンは『バービー』日本公式アカウントを通じて2023年7月31日に声明を発表し、「アメリカ本社の配慮に欠けた反応は、極めて遺憾なものと考えており、不快な思いをされた方々にはお詫び申し上げます」と謝罪した。
2023年8月1日（現地時間7月31日）、アメリカ合衆国のワーナー・ブラザースは全世界のプレス向けに声明を発表し、「ワーナー・ブラザースは、先の配慮に欠けたソーシャルメディアへの投稿を遺憾に思っております。スタジオとして心より深くお詫び申し上げます」と謝罪。日本のメディアに対しては、同年8月1日に行われた本作監督のグレタ・ガーウィグ来日取材の現場に来ていた記者に対し、紙面で配布された。問題となった投稿も削除された。
なお、ワーナーが謝罪したのは2023年8月時点で報道機関に対しての声明のみであり、バービーの公式サイトやSNS上では行われていない。この事について、PR戦略コンサルタントの下矢一良は今回の炎上はSNSで発生していることや、取り上げるのはウェブメディアが中心になっていること、映画の公式サイトに謝罪文を掲載すれば、映画館に行くことを検討して同サイトを訪れる人の目にも触れることから、興行成績への影響を優先して「謝罪した形は作りたい、けど一般の目には極力触れさせたくない。そんな苦肉の策と見て取れます」と分析している。
本作監督のグレタ・ガーウィグはジャパンプレミアでの来日に際して行われたインタビューで本件に対し、「ワーナー・ブラザースが謝罪したことは、私にとって非常に重要なことです。発表がなされたことは、とても重要なことだと考えています」とコメントした。
また、本作プロデューサーのデイビッド・ヘイマンはインタビューで本件に対し、「グレタ・ガーウィグ監督と私は共通して、ワーナーが会社として謝罪することが重要だと考えていました。映画そのものに関しては、普遍的なストーリーとして、いろいろな多様性のある人々がそれぞれの違いを受け入れるというものなのに、日本を含め世界でこうした形で話題になってしまったことを残念に思っています」とコメントした。
ワーナー・ブラザース・ディスカバリーの幹部でアジア・西太平洋地域の事業責任者を務めているジェームズ・ギボンズは2023年8月8日に行われた日本経済新聞との取材において、「SNS上で起きた無神経な事件への関与を遺憾に思う」と述べ、謝罪した一方で「なぜ今回の問題が起きたと考えるか」という質問には回答しなかった。
アメリカ合衆国の映画プロデューサーであるジェフ・カッツは、ワーナー ブラザース ジャパンの対応を引用しながら「このようなことが起こって大変申し訳ございません。アメリカ合衆国の若者は歴史認識がなく、他人の感情に対して失礼です。私は日本の人々に愛を送り、私は断固として反戦であることを表明したいと思います」とコメントした。
日本で『バービー』の同役吹き替えを担当している女優の高畑充希は2023年8月2日に行われるジャパンプレミアの開催に先立ち、高畑が自身のInstagramにて「今回のニュースを耳にした時、怒り、というよりは正直、不甲斐なさが先に押し寄せてきました」「本当に残念です」などのコメントを投稿した。
核兵器廃絶に取り組む広島の若者などで構成している「核政策を知りたい広島若者有権者の会」（カクワカ広島）は、原爆投下の事実と被爆者の苦しみを消費しないように原爆の被害を揶揄するような画像を投稿することを止めるように、映画配給会社が声明を出すことや再発防止策の実施などを求めてChange.orgで署名活動を開始したことを2023年8月1日に発表した。
『バービー』は被爆78周年長崎原爆犠牲者慰霊平和祈念式典の2日後、2023年8月11日に日本で公開された。ただ、『オッペンハイマー』は日本での公開が当時決まっておらず、同日公開は実現しなかったが、後に2024年3月29日に日本で公開された。

### 分析
防衛研究所の高橋杉雄防衛政策研究室長は、米国の白人社会にとって、米国が最も豊で強かった時代を象徴するアイコンとして、共通点があり、広まったのではないかと分析している。　
核兵器廃絶国際キャンペーンのベアトリス・フィン事務局長は米国社会のミーム文化では悲劇的事件も対象であるとした上で、核兵器に関する事象を「非現実」であると捉える傾向にあると分析した。

## 比較

### 興行収入
| 作品                 | 製作費       | 興行収入     | 興行収入     | 興行収入     | 出典          |
| 作品                 | 製作費       | 北米         | その他の地域 | 全世界       | 出典          |
| -------------------- | ------------ | ------------ | ------------ | ------------ | ------------- |
| 『バービー』         | $145,000,000 | $162,022,044 | $194,300,000 | $356,322,044 | [ 90 ] [ 91 ] |
| 『オッペンハイマー』 | $100,000,000 | $82,455,420  | $97,958,000  | $180,413,420 | [ 92 ] [ 93 ] |

### 映画賞
※競合した映画賞の部門のみ記載。
| 映画賞                                        | 授賞式        | 部門             | 結果         | 結果                 | 出典   |
| 映画賞                                        | 授賞式        | 部門             | 『バービー』 | 『オッペンハイマー』 | 出典   |
| --------------------------------------------- | ------------- | ---------------- | ------------ | -------------------- | ------ |
| 第6回ハリウッド批評家協会ミッドシーズン映画賞 | 2023年6月30日 | 下半期有望作品賞 | 受賞         | 次点                 | [ 94 ] |